# جان موريل بوي
جان موريل بوي (مواليد 15 ديسمبر 1996) هو لاعب كرة قدم من ساحل العاج يلعب كمهاجم في النادي الإسماعيلي.